# جيمس غراهام (لاعب دوري الرغبي)
جيمس غراهام (بالإنجليزية: James Graham)‏ هو لاعب دوري الرغبي بريطاني، ولد في 10 سبتمبر 1985 في Maghull ‏ في المملكة المتحدة.

## روابط خارجية
- جيمس غراهام على موقع ItsRugby.co.uk (الإنجليزية)